# Itapevi
Itapevi este un oraș în São Paulo (SP), Brazilia.